# رایان مالون
رایان مالون (انگلیسی: Ryan Malone؛ زادهٔ ۱ دسامبر ۱۹۷۹) بازیکن هاکی روی یخ اهل ایالات متحده آمریکا است.
از باشگاه‌هایی که در آن بازی کرده‌است می‌توان به تمپا بی لایتنینگ اشاره کرد.